# 鲍尔斯莱克 (北达科他州)
鲍尔斯莱克（英語：Powers Lake），是美国北达科他州下属的一座城市。根据2010年美国人口普查，该市有人口280人。2011年估计该市有人口288人，相对于2010年，增长率为2.86%。